# El Zopilote, Nayarit
El Zopilote är en ort i Mexiko.   Den ligger i kommunen Ruíz och delstaten Nayarit, i den centrala delen av landet, 700 km väster om huvudstaden Mexico City. El Zopilote ligger 344 meter över havet och antalet invånare är 390.
Terrängen runt El Zopilote är kuperad åt nordväst, men åt sydost är den bergig. Runt El Zopilote är det ganska glesbefolkat, med 30 invånare per kvadratkilometer. Närmaste större samhälle är La Jarretadera, 11,5 km väster om El Zopilote. I omgivningarna runt El Zopilote växer huvudsakligen savannskog.